# Bolesław Olszewicz
Bolesław Henryk Olszewicz (ur. 5 stycznia 1893 w Warszawie, zm. 24 stycznia 1972 we Wrocławiu) – polski geograf, bibliotekarz, historyk geografii i kartografii. Profesor Uniwersytetu Wrocławskiego i członek Międzynarodowej Akademii Historii Nauki w Paryżu.

## Rodzina
Pochodził z rodziny wyznania ewangelicko-reformowanego o korzeniach żydowskich, jako syn prywatnego przedsiębiorcy Adolfa (zm. 1900) i Reginy ze Zweigbaumów (zm. 1922) ; rodzice przyjęli wyznanie ewangelickie w roku 1887. Jego starszym bratem był Wacław Olszewicz, a siostra Wanda wyszła za dyplomatę Kazimierza Reychmana.
Był trzykrotnie żonaty: Jego drugą żoną była poślubiona w 1916 roku w Warszawie w kościele Św. Aleksandra Bronisława Nieporowską, z którą się rozwiódł. Jego trzecią żoną (od 1926 roku) była aktorka Zofia z Rozwadowskich (1894-1973). Był bezdzietny.

## Młodość
Nauki pobierał w gimnazjum gen. Pawła Chrzanowskiego w Warszawie, a następnie w szkołach w Lozannie i Genewie. Należał do patriotycznego „Zet”. Jako gimnazjalista opublikował (w warszawskim czasopiśmie „Ziemia”) swój pierwszy artykuł: Pierwsze wiadomości o odkryciu Ameryki w literaturze polskiej.
W latach 1910–1913 studiował na paryskiej Sorbonie geografię i historię, uzupełniając edukację w Szkole Nauk Politycznych. W roku 1913 – wobec odmowy przedłużenia paszportu przez władze carskie – musiał powrócić do kraju nie kończąc studiów.
W Warszawie wstąpił do grupy założycielskiej Związku Bibliotekarzy Polskich, który ostatecznie powstał w roku 1917.

## Od wojny do wojny
Był jednym z założycieli Polskiego Towarzystwa Geograficznego i członkiem jego zarządu w latach 1918–1925. Był aktywnym członkiem Towarzystwa Miłośników Historii i Polskiego Towarzystwa Ludoznawczego. W latach 1918–1921 był starszym asystentem w katedrze geografii Uniwersytetu Warszawskiego.
Podczas wojny bolszewickiej pełnił służbę w Wojsku Polskim zajmując się badaniami nad dziejami kartografii wojskowej w departamencie naukowym Ministerstwa Spraw Wojskowych. Był organizatorem działu kartograficznego Centralnej Biblioteki Wojskowej i jego kierownikiem. Uczestniczył w pracach polskiej delegacji przy Mieszanej Komisji Reewakuacyjnej i Specjalnej w Moskwie mając udział w odzyskaniu przez Polskę wielu cennych zbiorów. W roku 1919 ukazała się – w zeszytach wydawnictwa „Bellona” – Polska kartografia wojskowa Olszewicza, obejmująca okres od początku XV wieku po powstanie styczniowe.
W roku 1926 został wykładowcą historii handlu i geografii politycznej w Wyższej Szkole Handlowej w Poznaniu, jednocześnie kierując, do 1931, biblioteką WSH. W latach 1931–1933 pracował w Bibliotece Narodowej w Warszawie, gdzie opracowywał zbiory kartograficzne. Był encyklopedystą. Został wymieniony w gronie edytorów trzytomowej Podręcznej encyklopedii handlowej wydanej w 1931 w Poznaniu .
W roku 1933 doktoryzował się na Uniwersytecie Poznańskim, a w marcu tego samego roku został kustoszem Biblioteki Uniwersytetu Warszawskiego, gdzie pracował do wybuchu wojny we wrześniu roku 1939.
Podczas okupacji nie miał stałego zajęcia. Utrzymywał się z oszczędności i sprzedaży książek. Współpracował z tajnymi placówkami naukowymi, pracując jednocześnie nad przyszłymi publikacjami, jednak cała biblioteka domowa Olszewicza (ul. Kielecka 34) spłonęła podczas powstania warszawskiego. On sam został deportowany z Warszawy do Miechowa. Tam 16 stycznia 1945 roku doczekał końca okupacji.

## We Wrocławiu

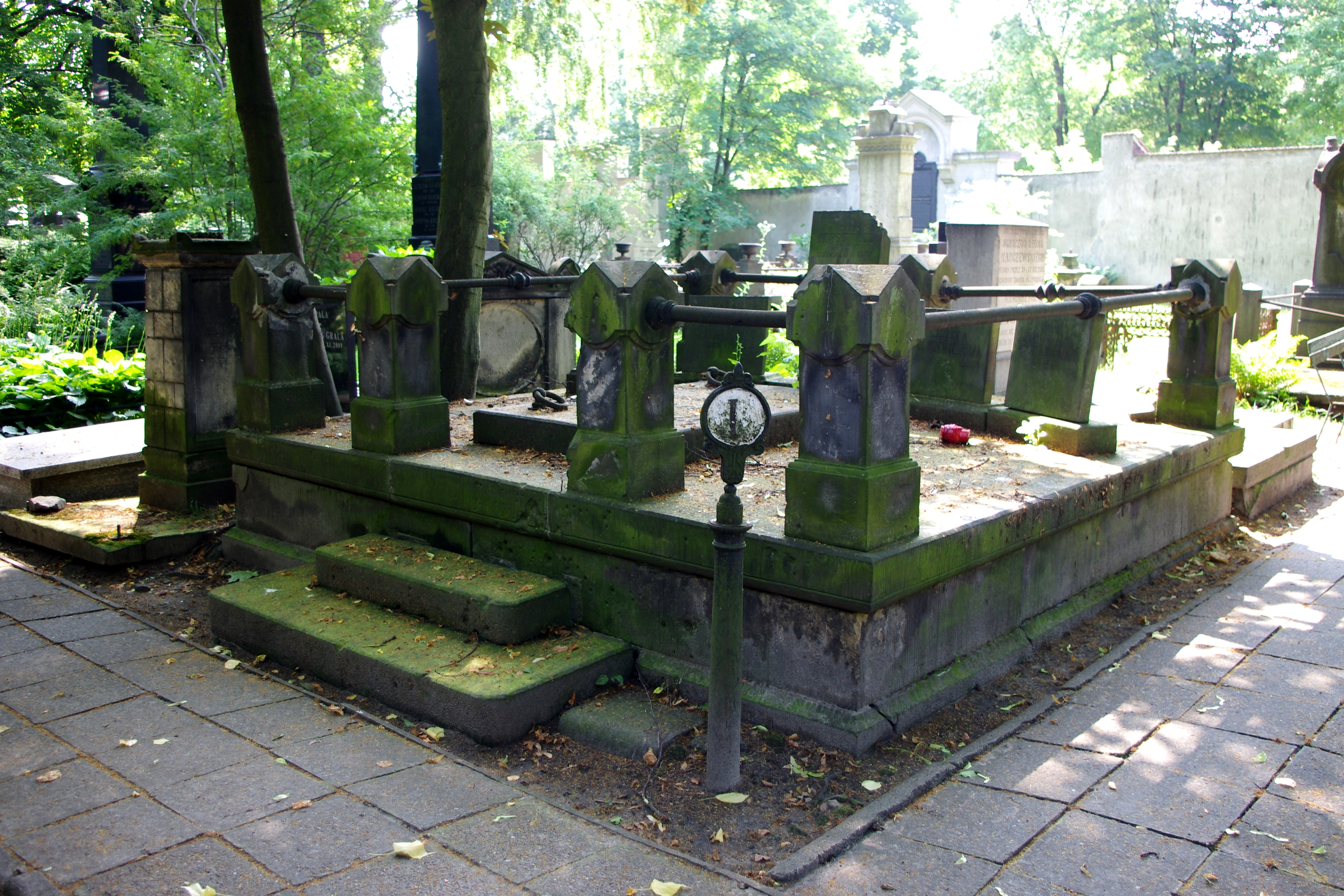
Grób geografa Bolesława Olszewicza (1894–1972) na Cmentarzu Ewangelicko-Reformowanym przy ul. Żytniej w Warszawie

W roku 1945 wykładał historię na Uniwersytecie Jagiellońskim, ale już w styczniu 1946 skierowany został do Wrocławia, gdzie objął katedrę geografii historycznej powstającego uniwersytetu. Uzyskał stopień profesora nadzwyczajnego; profesorem zwyczajnym został dopiero w roku 1958.
W latach 1953–1969 kierował Pracownią Historii Geografii i Kartografii Instytutu Geografii PAN we Wrocławiu. Współzałożyciel Polskiego Towarzystwa Geograficznego. W 1957 otrzymał Członkostwo Honorowe PTG.
Był organizatorem działalności naukowej związanej z Ziemiami Odzyskanymi, wybitnym dydaktykiem (11 przewodów doktorskich w dziedzinie geografii) i społecznikiem. Część swoich bogatych zbiorów przekazał Bibliotece Ossolineum.
Zmarł nagle na atak serca. Pochowany został na Cmentarzu Ewangelicko-Reformowanym w Warszawie (kwatera I-I-1).

## Odznaczenia
- Krzyż Komandorski Orderu Odrodzenia Polski,
- Złoty Krzyż Zasługi (22 lipca 1950)[14],
- Honorowa Odznaka Stowarzyszenia Bibliotekarzy Polskich,
- Złota Odznaka PTTK,
- Złota Odznaka PTG.

## Najważniejsze prace
- Dziewięć wieków geografii polskiej, Wiedza Powszechna, Warszawa 1967.
- Kartografia polska XV-XVII w., wyd. IHN PAN, PTG 2004.
- Kartografia polska XIX wieku, wyd. Retro-Art, Warszawa 1998.
- Lista strat kultury polskiej, wyd. S. Arct, Warszawa 1947.
- Polska kartografia wojskowa, wyd. Bellona, Warszawa 1921.